# Бені Біртран Бінобагіра
Бені Біртран Бінобагіра (5 квітня 1989) — бурундійський плавець.
Учасник Олімпійських Ігор 2012 року.